# Corydalus armatus
Corydalus armatus är en insektsart som beskrevs av Hagen 1861. Corydalus armatus ingår i släktet Corydalus och familjen Corydalidae. Inga underarter finns listade i Catalogue of Life.